# Raúl Ariño
Raúl Ariño (Barcelona, 1979) és un il·lustrador i autor de còmic català.
D'avi i pare pintors, començà a estudiar art gràfic a l'Escola Joso de Barcelona el 1998 i continuà el 2004 amb estudis d'il·lustració a l'Escola d'Arts i Oficis de la Llotja també de Barcelona. Durant la seva etapa de formació col·laborà amb fanzines com Heterosapiens del Segell editorial Epicentro.
La seva trajectòria professional començà l'any 2007 publicant algunes historietes curtes a la revista Dos Veces Breve (#10 i #15). Aquell mateix any començà també a publicar a la revista satírica El Jueves (número 1.586) i, juntament amb Oriol Jardí, dibuixà la sèrie Pablo Arkada, un anarka de marca. Recopilada i publicada més tard per La Cúpula. L'any 2008 és premiat al Certamen de Cómic Injuve i també publicà a BD Banda (#3).
L'any 2011, de nou amb Oriol Jardí, que va fer de colorista, i amb el guionista belga Zidrou, dibuixà la sèrie Djizus per a la revista mensual de còmics francesa Fluide Glacial. La sèrie sortí recopilada en un àlbum l'octubre del 2012.
El 2015, estrenà a El Jueves una segona sèrie amb títol Dr.Villegas, psicología a lo loco. Aquell mateix any guanyà el concurs de cartells de Sant Medir "La Dolça Festa" de Gracia. Tres anys més tard guanyà un altre concurs de cartells, aquest cop pel Festival de Cinema d'Alacant. I l'any següent guanyà per quarta vegada el concurs de còmic de Portugalete amb l'obra Capitán Pizzolato; un certamen en que ja havia estat premiat les edicions de 2003, 2009 i 2015.
L'any 2020, Éditions Sarbacane publicà Bluesman a França, el seu primer àlbum en solitari. Més tard, l'Editorial Nuevo Nueve el publicà també a Espanya.

## Obra
- Djizus is back (Fluide Glacial, 2012 - ISBN 978-2352071761)
- Pablo Arkada (La cúpula, 2016 - ISBN 978-8416400249)
- BluesMan (Éditions Sarbacane, 2020 - ISBN 9782377313921 / Nuevo Nueve, 2020 - ISBN 978-84-17989-31-6)